# Bralni okvir
Bralni okvir (angl. reading frame) pomeni v biologiji eno od treh možnosti pri branju nukleotidnega zaporedja v DNK ali RNK v obliki neprekrivajočih se kodonov; bralni okvir je odvisen od tega, pri kateri bazi se branje začne. Na primer, pri nukleotidnem zaporedju TGCTGCTGC so možni naslednji trije bralni okvirji: TGC TGC TGC, GCT GCT in CTG CTG. Tako obstajajo pri enojnovijačni sporočilni RNK trije bralni okvirji, pri dvojnovijačni DNK pa šest, saj je prepisovanje možno po obeh vijačnicah. Pri kateri bazi se bo branje začelo, je odvisno od t. i. začetnega kodona.
O odprtem bralnem okvirju govorimo, kadar se bralni okvir začne z začetnim kodonom, ne vsebuje pa zaključnega kodona.